# Kampfgeschwader 60
Das Kampfgeschwader 60 war ein Verband der Luftwaffe im Zweiten Weltkrieg.

## Aufstellung
Die I. Gruppe mit der 1. bis 3. Staffel entstand im Juli 1942 auf dem Flugplatz Tours (Lage) im deutscherseits besetzten Frankreich aus der Verbandsführerschule für Kampffliegerausbildung. Diese war im Januar 1942 in Foggia in Italien gegründet worden und verlegte im Juli nach Frankreich. Die drei Staffeln waren mit der Junkers Ju 88A-4 trop und der Ju 88A-14 ausgerüstet. Die Geschwaderkennung war P1.

## Gliederung
Der Gruppenstab führte die 1. bis 3. Staffel. Jede Staffel, geführt durch einen Staffelkapitän, war in drei Schwärme mit je vier Flugzeugen unterteilt. Daraus ergab sich eine Sollstärke der Bombergruppe von 36 Flugzeugen in den drei Staffeln + ein Flugzeug für den Gruppenkommandeur. Weitere Gruppen und ein Geschwaderstab KG 60 existierten nicht.

## Geschichte
Die gesamte I. Gruppe blieb bis in den Oktober hinein in Tours stationiert und war dem IX. Fliegerkorps der Luftflotte 3 unterstellt. Im Oktober 1942 wechselten die 1. und 2. Staffel nach Banak (Lage) in Norwegen.
Schon am 8. November 1942 verlegten die 1. und 2. Staffel nach Elmas (Lage) auf Sardinien in Italien, da die alliierte Landung in Nordafrika begann. Bei einem Luftangriff am 22. November, auf den alliierten Flugplatz Bône in Algerien, wurde der Gruppenkommandeur Major Kurt Brandt mit seiner Junkers Ju 88 A-4 trop (Geschwaderkennung P1+BH) von einer Spitfire abgeschossen und verstarb. Die 1. und 2. Staffel blieben bis Februar 1943 auf Sardinien und waren dem II. Fliegerkorps der Luftflotte 2 unterstellt. Anschließend wurden sie aufgelöst. Das Personal und Material übernahm das Kampfgeschwader 30.
Die 3. Staffel und der Gruppenstab, die während ihres gesamten Bestehens in Tours blieben, wurden im Februar 1943 ebenfalls aufgelöst. Die 3. Staffel wechselte zum Kampfgeschwader 6, während der Gruppenstab wieder als Verbandsführerschule/KG101 firmierte. Die gesamte Gruppe hatte während der 7 Monate ihres Bestehens 5 Totalverluste an Flugzeugen durch Feindeinwirkung und 11 Totalverluste ohne Feindeinwirkung.

## Gruppenkommandeure
| Dienstgrad | Name           | Zeit                                    |
| ---------- | -------------- | --------------------------------------- |
| Major      | Dietrich Peltz | 1. August 1942 bis 30. September 1942   |
| Major      | Kurt Brandt    | 1. Oktober 1942 bis 22. November 1942 † |